# 奥村千蔵
奥村 千蔵（おくむら せんぞう、1884年〈明治17年〉11月18日 - 1934年〈昭和9年〉5月15日）は、日本の政治家。衆議院議員（2期）。

## 経歴
岐阜県、現在の大垣市出身。中国語を学ぶ。日露戦争に従軍し、満州、蒙古、朝鮮に10年間滞在する。帰国後、西濃飲料水(株)社長となり、大垣市議、大垣商業会議所特別議員、営業税調査委員となる。
1924年の第15回衆議院議員総選挙において岐阜2区(小選挙区)から憲政会公認で立候補して初当選。1928年の第16回衆議院議員総選挙では岐阜2区(中選挙区)から立憲民政党公認で立候補して再選した。衆議院議員を2期務めた。所属会派はその後第一控室会となり、1930年の第17回衆議院議員総選挙では無所属で出馬したが落選した。1934年死去。